# Tamboerskloof
Tamboerskloof è un quartiere residenziale di Città del Capo in Sudafrica. Si estende sulle pendici della Testa di Leone e della Signal Hill, ed è limitrofo ai quartieri dei Gardens e Bo-Kaap.
Sobborgo residenziale tra i più antichi di tutta Città del Capo, Tamboerskloof è situato all'interno del City Bowl, il centro storico e finanziario della metropoli sudafricana. 

Localizzazione del quartiere

## Storia

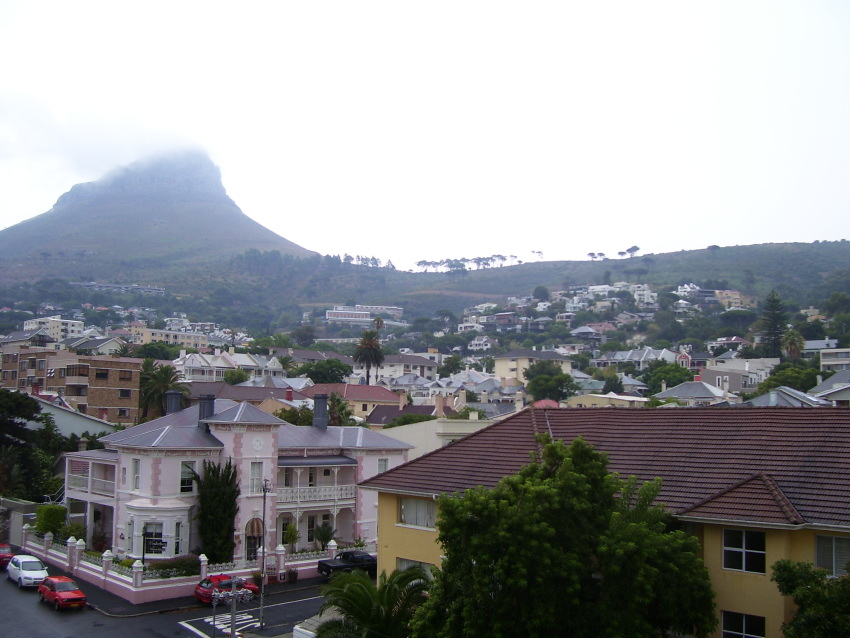
Tamboerskloof

In origine i primi edifici costruiti laddove oggi sorge il quartiere di Tamboerskloof sono delle fattorie. Una di queste porta il nome Tamboerskloof, e i suoi terreni si estendono da Signal Hill e da Kloof Nek sino al muro in pietra costruito dalla famiglia van Breda a Oranjezicht per impedire al proprio bestiame di disperdersi. I prodotti freschi coltivati nella zona erano solitamente venduti come rifornimento di viveri alle navi di passaggio.
Nel XIX secolo, in seguito alla crescita demografica di Città del Capo, Tamboerskloof è una delle prime fattorie ad essere messa in vendita divisa in lotti per rispondere alla sempre maggiore domanda di abitazioni. Questa trasformazione diventa particolarmente evidente a partire dal 1895, quando Città del Capo conosce un imponente afflusso d'immigrati provenienti dall'Europa e dalle regioni periferiche delle repubbliche boere. Non essendoci alloggi sufficienti in città, anche i parchi di Tamboerskloof sono divisi in lotti e messi in vendita. Numerose residenze vittoriane sono quindi costruite (1895-1905). Una volta conclusasi la seconda guerra boera, invece, il ritmo di costruzione rallentò causa la partenza o il ritorno degli immigrati nel Transvaal e nelle regioni periferiche. La presenza di diversi edifici Art déco nel quartiere si deve invece al boom edilizio che interessa Città del Capo negli anni Trenta. L'area conosce ancora nuova espansione negli anni Cinquanta e Sessanta, periodo nel corso del quale vennero costruite abitazioni di sempre maggiori dimensioni.
Durante l'apartheid (1948-1991), in virtù del Group Areas Act, Tamboerskloof è un quartiere riservato alla popolazione bianca; questa continuerà ad essere nettamente la popolazione maggioritaria del quartiere fino ad oggi.
Il Cape Milner Hôtel è situato ai giorni nostri nel luogo esatto in cui si trovava l'edificio originario della fattoria Tamboerskloof.

## Società
Secondo il censimento del 2001 i residenti di Tamboerskloof si attestavano a 2 921 unità. Le seguenti tabelle mostrano vari dati demografici su Tamboerskloof ottenuti tramite questo censimento.

### Ripartizione per genere
| Genere | Populazione | %      |
| ------ | ----------- | ------ |
| Donne  | 1 375       | 52,93% |
| Uomini | 1 546       | 47,07% |

### Ripartizione etnica
| Gruppo           | Popolazione | %      |
| ---------------- | ----------- | ------ |
| Neri             | 166         | 5,68%  |
| Coloured         | 168         | 5,75%  |
| Indiani/Asiatici | 27          | 0,92%  |
| Bianchi          | 2 559       | 87,61% |

### Ripartizione linguistica
| Lingua                | Popolazione | %      |
| --------------------- | ----------- | ------ |
| Inglese               | 1 914       | 65,53% |
| Afrikaans             | 693         | 23,72% |
| Xhosa                 | 58          | 1,99%  |
| Altri idiomi africani | 35          | 1,20%  |
| Altre lingue          | 221         | 7,57%  |

## Educazione
Sono diversi gli istituti scolastici presenti nel quartiere, tra cui:
- la Tamboerskloof Primary School
- la German International School Cape Town
- la Jan van Riebeek Primary School
- la Jan van Riebeek High School.